# Nigel Harman
Nigel Derek Harman (Londres, Inglaterra, 11 de agosto de 197) es un actor británico. Comenzó su carrera como actor infantil y ha interpretado varios papeles en teatro, cine y televisión, entre ellos el de Sky Masterson en la reposición de Guys and Dolls de Michael Grandage y el de Lord Farquaad en la producción original londinense de Shrek, por el que recibió un premio Olivier.
Harman saltó a la fama por su interpretación de Dennis Rickman en la telenovela de la BBC, EastEnders. Este papel le valió un National Television Award, tres British Soap Awards y cuatro Inside Soap Awards. Ha interpretado otros papeles en The Bill, Downton Abbey, Doctors, Mount Pleasant y Casualty.

## Primeros años
Harman creció en Woldingham, Surrey, y estudió en eDulwich College. Sin embargo, la escuela le resultaba difícil: «Nunca me sentí cómodo sentado. Siempre quise participar en algo, no sólo aprender y escribir. Me metía en tantos líos que tenía mi propio pupitre en detención». Su padre era director de banco, pero también se dedicaba al teatro aficionado, entre otras cosas en la Croydon Operatic and Dramatic Association (CODA), un interés que transmitió a Harman. Su madre también participó en producciones teatrales, pero murió cuando Harman tenía 18 años.

## Carrera
El 14 de abril de 2003 se unió al elenco principal de la popular serie británica EastEnders donde interpretó a Dennis Rickman el hijo de Den Watts (Leslie Grantham), hasta el 30 de diciembre de 2005 después de que su personaje fuera asesinado de una puñalada por el criminal Danny Moon (Jake Maskall).
En el 2006 obtuvo un pequeño papel en la película Blood Diamond donde interpretó a un reportero de noticias.
En el 2009 se unió al elenco principal de la cuarta temporada de la serie Hotel Babylon donde interpretó a Sam Franklin, el nuevo dueño del hotel hasta el final de la serie.
En el 2013 se unió al elenco de la tercera temporada de la serie Mount Pleasant donde interpreta a Bradley. Ese mismo año apareció como invitado en la serie Downton Abbey donde interpretó al señor Green, el lacayo de Lord Anthony Gillingham (Tom Cullen) que poco después ataca y abusa de Anna Bates (Joanne Froggatt).
En agosto de 2023, se anunció que Harman participaría como concursante en la vigesimoprimera temporada de Strictly Come Dancing. Formó pareja con la bailarina profesional Katya Jones. Tuvo que abandonar el concurso debido a una lesión horas antes del programa de los cuartos de final, el 2 de diciembre de 2023.

## Vida personal
Harman se casó con la actriz Lucy Liemann en 2011. La pareja tiene una hija.

## Filmografía
Series de televisión
| Año             | Serie                   | Personaje           | Notas                                         |
| --------------- | ----------------------- | ------------------- | --------------------------------------------- |
| 2013 - presente | Mount Pleasant          | Bradley             | 3 episodios                                   |
| 2013            | Downton Abbey           | Green               | 3 episodios                                   |
| 2009            | Hotel Babylon           | Sam Franklin        | 8 episodios                                   |
| 2009            | Plus One                | Rich Black          | 5 episodios                                   |
| 2008            | Lark Rise to Candleford | Sam Braby           | episodio # 1.7                                |
| 2008            | City of Vice            | Thomas Deacon       | episodio # 1.2                                |
| 2007            | Comedy Showcase         | Rich Black          | episodio "Plus One"                           |
| 2003 - 2005     | EastEnders              | Dennis Rickman      | 314 episodios                                 |
| 2003            | Doctors                 | Mike Summers        | episodio "Black and Blue"                     |
| 2003            | Red Cap                 | Dan Coulthard       | episodio "Crush"                              |
| 2002            | Coupling                | Repartidor de Pizza | episodio "The Girl with One Heart"            |
| 1991            | The Bill                | Macfee              | episodio "The Juggler and the Fortune Teller" |
| 1987            | The Honey Siege         | George Green        | -                                             |
| 1986            | Alas Smith & Jones      | -                   | 3 episodios                                   |
| 1984            | Tenko                   | Timmy               | episodio # 3.1                                |

Películas
| Año  | Título                                       | Personaje   | Notas                                                                                              |
| ---- | -------------------------------------------- | ----------- | -------------------------------------------------------------------------------------------------- |
| 2010 | Marple: The Mirror Crack'd from Side to Side | Jason Rudd  | junto a Julia McKenzie, Lindsay Duncan, Gene Goodman, Isabella Parriss, Will Young & Joanna Lumley |
| 2009 | The Friday Night Club                        | Ted         | junto a Rosalind Halstead, Rhodri Meilir, Ruth Pickett, Sarah Smart & Sheridan Smith               |
| 2008 | Telstar: The Joe Meek Story                  | Jess Conrad | junto a Con O'Neill, Kevin Spacey, Pam Ferris, JJ Feild, James Corden & Tom Burke                  |
| 2008 | R.I.P. TV                                    | Jake        | corto - junto a Georgia Mackenzie & Paul Thornley                                                  |
| 2006 | Blood Diamond                                | Reportero   | junto a Leonardo DiCaprio & Clare Holman                                                           |
| 2006 | The Outsiders                                | Nathan Hyde | junto a Colin Salmon, Brian Cox, Ben Crompton & Niall Greig Fulton                                 |
| 1987 | The Home-Made Xmas Video                     | Peter       | junto a Griff Rhys Jones, Mel Smith, Diane Langton & Jenny Jay                                     |

Director
| Año  | Título             | Notas           |
| ---- | ------------------ | --------------- |
| 2014 | Shrek: The Musical | obra - director |

Presentador
| Año  | Título          | Notas       |
| ---- | --------------- | ----------- |
| 2004 | 2003 TV Moments | presentador |

Teatro
| Año         | Obra                               | Personaje           | Director (a)     | Teatro                      | Notas                                                    |
| ----------- | ---------------------------------- | ------------------- | ---------------- | --------------------------- | -------------------------------------------------------- |
| 2014        | I Can't Sing! The X Factor Musical | Simon Cowell        | Sean Foley       | London Palladium Theatre    | junto a Cynthia Erivo & Alan Morrissey                   |
| 2012 - 2013 | A Chorus of Disapproval            | Guy Jones           | -                | Harold Pinter Theatre       | junto a Rob Brydon & Ashley Jensen                       |
| 2012        | The School for Scandal             | Sir Charles Surface | Jamie Lloyd      | Theatre Royal               | junto a Maggie Steed, Ian McNeice & Susannah Fielding    |
| 2012        | Shrek the Musical                  | Lord Farquaard      | -                | Theatre Royal               | junto a Nigel Lindsay, Amanda Holden & Richard Blackwood |
| 2010        | True West                          | Austin              | Paul Miller      | Crucible Theatre            | junto a John Light, John Schwab & Abigail McKern         |
| 2009        | Public Property                    | Larry De Vries      | Hanna Berrigan   | Trafalgar Studios           | junto a Robert Daws & Steven Webb                        |
| 2009        | Three Days of Rain                 | Pip                 | -                | Apollo Theatre              | junto a James McAvoy & Lyndsey Marshall                  |
| 2008        | The Common Pursuit                 | Peter               | Fiona Laird      | Menier Chocolate Factory    | junto a Reece Shearsmith, James Dreyfus & Ben Caplan     |
| 2006 - 2007 | The Caretaker                      | Mick                | Jamie Lloyd      | Crucible Theatre            | junto a David Bradley & Con O'Neill                      |
| 2005 - 2006 | Guys and Dolls                     | Sky Masterson       | Michael Grandage | Piccadilly Theatre          | junto a Jenna Russell, Sarah Lancashire & Nigel Lindsay  |
| 2006        | The Exonerated                     | Kerry Max Cooke     | Bob Balaban      | Riverside Studio Theatre    | -                                                        |
| -           | Privates on Parade                 | Kevin Cartwright    | Michael Grandage | Donmar Warehouse Theatre    | -                                                        |
| -           | Three Sisters                      | Roddey              | Loveday Ingram   | Chichester Festival Theatre | -                                                        |
| -           | My One and Only                    | Rhythm Boy          | Loveday Ingram   | Chichester Festival Theatre | -                                                        |
| -           | Lady in the Van                    | Doctor              | Rachel Kavanagh  | Repertory Theatre           | -                                                        |
| -           | Much Ado About Nothing             | Watch/Balthazar     | Rachel Kavanagh  | Open Air Theatre            | -                                                        |
| -           | A Midsummer Night's Dream          | Fairy               | Alan Strachan    | Open Air Theatre            | -                                                        |
| -           | Pirates of Penzance                | Pirata              | Ian Talbot       | Open Air Theatre            | -                                                        |
| -           | Signing Of                         | -                   | Tim Stark        | Jermyn Street Theatre       | -                                                        |
| 1999        | Mamma Mia! (musical)               | Eddie               | Phyllida Lloyd   | Prince Edward Theatre       | junto a Siobhán McCarthy, Lisa Stokke & Hilton McRae     |
| -           | Damn Yankees                       | Mickey              | Jack O'Brien     | Adelphi Theatre             | -                                                        |
| -           | Tommy                              | Primo Kevin         | Des McAnuff      | Shaftesbury Theatre         | -                                                        |

## Premios y nominaciones
| Año  | Categoría                             | Premio                     | Teatro/Serie      | Resultado |
| ---- | ------------------------------------- | -------------------------- | ----------------- | --------- |
| 2012 | Best Performance in a Supporting Role | Laurence Olivier Award     | Shrek the Musical | Ganador   |
| 2012 | Best Supporting Actor in a Musical    | Theatregoers' Choice Award | Shrek the Musical | Ganador   |
| 2006 | Sexiest Male                          | British Soap Award         | EastEnders        | Nominado  |
| 2005 | Best Actor                            | Inside Soap Award          | EastEnders        | Ganador   |
| 2005 | Best Couple (junto a Letitia Dean)    | Inside Soap Award          | EastEnders        | Nominados |
| 2005 | Most Popular Actor                    | National Television Award  | EastEnders        | Nominado  |
| 2005 | Best Actor                            | British Soap Award         | EastEnders        | Nominado  |
| 2005 | Sexiest Male                          | British Soap Award         | EastEnders        | Ganador   |
| 2005 | Best Soap Actor                       | TV Quick Award             | EastEnders        | Nominado  |
| 2004 | Sexiest Male                          | British Soap Award         | EastEnders        | Ganador   |
| 2004 | Most Popular Actor                    | National Television Award  | EastEnders        | Nominado  |
| 2003 | Most Popular Newcomer                 | National Television Award  | EastEnders        | Ganador   |